# Cynoglossum cernuum
Cynoglossum cernuum är en strävbladig växtart som beskrevs av John Gilbert Baker. Cynoglossum cernuum ingår i släktet hundtungor, och familjen strävbladiga växter. Inga underarter finns listade i Catalogue of Life.